# 2. Eishockey-Bundesliga 2005/06
Die Saison 2005/06 der 2. Eishockey-Bundesliga begann am 16. September 2005 mit 14 Vereinen und wurde von der Eishockeyspielbetriebsgesellschaft organisiert. Neu in der Liga waren die Grizzly Adams Wolfsburg, die zuvor aus der Deutschen Eishockey Liga abgestiegen waren, sowie die Aufsteiger EHC München und Dresdner Eislöwen.

## Voraussetzungen

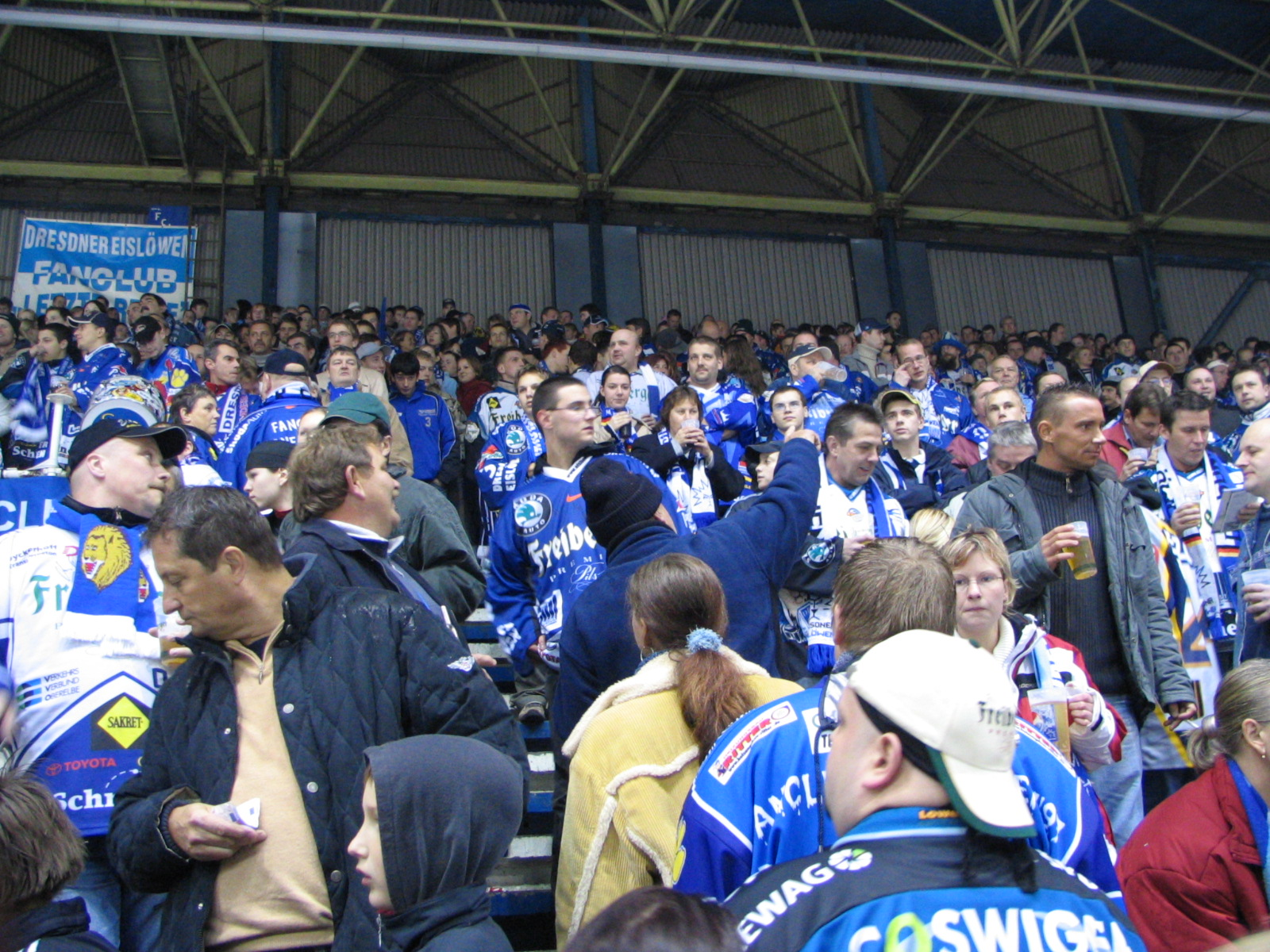
EV Regensburg 4:3 Dresdner Eislöwen, 15. November 2005

### Teilnehmer
| - Grizzly Adams Wolfsburg (Vorjahr: DEL-Absteiger nach Lizenzentzug) - EHC Straubing (Vorjahr: Platz 1) - Eisbären Regensburg (Vorjahr: Platz 3) - Schwenninger Wild Wings (Vorjahr: Platz 4) - Fischtown Pinguins (Vorjahr: Platz 5) - Landshut Cannibals (Vorjahr: Platz 6) - Lausitzer Füchse (Vorjahr: Platz 7) | - SC Bietigheim-Bissingen "Steelers" (Vorjahr: Platz 8) - Wölfe Freiburg (Vorjahr: Platz 9) - Moskitos Essen (Vorjahr: Platz 10) - Tölzer Löwen (Vorjahr: Platz 12) - ESV Kaufbeuren (Vorjahr: Platz 13) - EHC München (Aufsteiger aus der OL) - Dresdner Eislöwen (Aufsteiger aus der OL) |

### Spielerregelungen
- Alle Teams können pro Spiel maximal sechs Kontingentspieler einsetzen. Während der Saison können insgesamt maximal acht ausländische Spieler verpflichtet werden.
- Nach der Ü23-Regelung dürfen pro Spiel maximal 15 Spieler eingesetzt werden, die über 23 Jahre alt sind oder Kontingentspieler sind (ausgenommen davon sind die Torhüter). Der Stichtag für diese Saison ist der 1. Mai 1982 – also alle Spieler die vorher geboren sind, gelten als Ü23-Spieler.
- Förderlizenzspieler müssen bis zum Ende der Transferfrist (31. Januar) mindestens fünf Spiele für die Zweitligamannschaft bestritten haben, um weiterhin in der 2. Liga spielberechtigt zu sein.

## Vorrunde

### Abschlusstabelle
Für einen Sieg nach der regulären Spielzeit wurden einer Mannschaft drei Punkte gutgeschrieben, war die Partie nach 60 Minuten unentschieden, erhielten beide Teams einen Punkt, dem Sieger der fünfminütigen Verlängerung beziehungsweise nach einem nötigen Penaltyschießen wurde ein Zusatzpunkt gutgeschrieben. Verlor eine Mannschaft in der regulären Spielzeit, erhielt diese keine Punkte.
|     | Klub                           | Sp | S  | OTS SOS | OTN SON | N  | Tore    | Diff. | Punkte |
| --- | ------------------------------ | -- | -- | ------- | ------- | -- | ------- | ----- | ------ |
| 1.  | Fischtown Pinguins Bremerhaven | 52 | 30 | 6       | 3       | 13 | 200:145 | +55   | 105    |
| 2.  | Landshut Cannibals             | 52 | 31 | 3       | 2       | 16 | 199:139 | +60   | 101    |
| 3.  | SC Bietigheim-Bissingen        | 52 | 26 | 8       | 6       | 12 | 180:137 | +43   | 100    |
| 4.  | Eisbären Regensburg            | 52 | 26 | 8       | 5       | 13 | 198:141 | +57   | 099    |
| 5.  | Straubing Tigers               | 52 | 26 | 4       | 8       | 14 | 158:140 | +18   | 094    |
| 6.  | Schwenninger Wild Wings        | 52 | 25 | 4       | 6       | 17 | 203:174 | +29   | 089    |
| 7.  | Dresdner Eislöwen (N)          | 52 | 21 | 9       | 6       | 16 | 164:161 | +03   | 087    |
| 8.  | Grizzly Adams Wolfsburg (A)    | 52 | 22 | 4       | 7       | 19 | 170:161 | +09   | 081    |
| 9.  | ESV Kaufbeuren                 | 52 | 18 | 6       | 3       | 25 | 158:182 | −24   | 069    |
| 10. | Wölfe Freiburg                 | 52 | 16 | 6       | 6       | 24 | 143:164 | −21   | 066    |
| 11. | EHC München (N)                | 52 | 12 | 6       | 8       | 26 | 133:169 | −36   | 056    |
| 12. | Tölzer Löwen                   | 52 | 15 | 3       | 4       | 30 | 124:181 | −57   | 055    |
| 13. | Lausitzer Füchse               | 52 | 12 | 2       | 6       | 32 | 128:189 | −61   | 046    |
| 14. | Moskitos Essen                 | 52 | 10 | 5       | 4       | 33 | 150:225 | −75   | 044    |

Abkürzungen: Sp = Spiele, S = Siege, OTS = Siege nach Verlängerung, SOS = Siege nach Penaltyschießen, OTN = Niederlagen nach Verlängerung, SON = Niederlagen nach Penaltyschießen, N = Niederlagen, (N) = Neuling, (A) = Absteiger

Erläuterungen:       = direkte Qualifikation für die Play-offs,       = Abstiegsrunde.

### Zahlen und Fakten
- Geschossene Tore: 2308 (Schnitt pro Spiel: 6,34)
- Geschossene Tore Heimteams: 1268 (Schnitt pro Spiel: 3,48)
- Geschossene Tore Gastteams: 1040 (Schnitt pro Spiel: 2,86)
- Verlängerungen (ohne Penalty): 34
- Penaltyschießen: 42
- Auswärtssiege: 156
- Heimsiege: 208
- Höchster Auswärtssieg: Schwenninger ERC – Moskitos Essen 9:10 n. P. (4:3, 1:5, 4:1) am 34. Spieltag (6. Januar 2006)
- Höchster Heimsieg: REV Bremerhaven – Wölfe Freiburg 10:0 (4:0, 4:0, 2:0) am 48. Spieltag (21. Februar 2006)

## Play-offs

### Viertelfinale
Die ersten acht Mannschaften der Vorrunde traten ab dem 10. März 2006 im Modus „Best of Seven“ gegeneinander an, um einen Aufsteiger in die Deutsche Eishockey Liga auszuspielen. Die weiteren Termine für die Spielansetzungen waren der 12. März, der 14. März, der 17. März sowie der 19. März, der 21. März und der 24. März.
| Begegnungen             | Begegnungen | Begegnungen             | Serie | 1   | 2         | 3         | 4   | 5   | 6         | 7   |
| ----------------------- | ----------- | ----------------------- | ----- | --- | --------- | --------- | --- | --- | --------- | --- |
| Fischtown Pinguins      | -           | Grizzly Adams Wolfsburg | 4:1   | 4:1 | 2:3 n. P. | 5:2       | 5:3 | 3:1 | –         | –   |
| Landshut Cannibals      | -           | Dresdner Eislöwen       | 3:4   | 7:1 | 1:2 n. V. | 7:1       | 1:4 | 4:1 | 2:3       | 1:4 |
| SC Bietigheim-Bissingen | -           | Schwenninger Wild Wings | 3:4   | 4:3 | 3:1       | 5:3       | 5:6 | 1:5 | 3:4 n. P. | 2:3 |
| Eisbären Regensburg     | -           | Straubing Tigers        | 2:4   | 4:5 | 1:3       | 4:5 n. P. | 3:2 | 4:1 | 0:2       | –   |

### Halbfinale
Am 26. März 2006 begannen die Halbfinalspiele im „Best of Five“. Die weiteren Termine für die Spielansetzungen waren der 28. März, der 31. März sowie der 2. und 4. April.
| Begegnungen        | Begegnungen | Begegnungen             | Serie | 1   | 2   | 3         | 4         | 5 |
| ------------------ | ----------- | ----------------------- | ----- | --- | --- | --------- | --------- | - |
| Fischtown Pinguins | -           | Dresdner Eislöwen       | 3:0   | 9:1 | 3:2 | 5:4 n. P. | –         | – |
| Straubing Tigers   | -           | Schwenninger Wild Wings | 3:1   | 7:0 | 3:4 | 6:2       | 3:2 n. P. | – |

### Finale
Am 7. April 2006 begann die Finalserie im Modus „Best of Five“. Die weiteren Termine für die Spielansetzungen waren der 9., der 11., der 15. sowie der 17. April.
| Begegnungen        | Begegnungen | Begegnungen      | Serie | 1   | 2   | 3   | 4   | 5   |
| ------------------ | ----------- | ---------------- | ----- | --- | --- | --- | --- | --- |
| Fischtown Pinguins | -           | Straubing Tigers | 2:3   | 1:3 | 2:5 | 2:1 | 2:1 | 1:2 |

Die Straubing Tigers konnten damit in die Deutsche Eishockey Liga aufsteigen.

## Abstiegsrunde
Die letzten sechs Mannschaften der Hauptrunde traten ab dem 10. März 2006 in der Abstiegsrunde in einer Einfachrunde ohne Mitnahme der Punkte gegeneinander an, um zwei Absteiger in die Oberliga auszuspielen. Die weiteren Termine für die Spielansetzungen waren der 12., 17., 19., 24., 26. und 31. März, der 2., 7. und 9. April. Hiernach standen die Tölzer Löwen und die Wölfe Freiburg als Absteiger in die Oberliga fest.
|    | Klub             | Sp | S | OTS SOS | OTN SON | N | Tore  | Diff. | Punkte |
| -- | ---------------- | -- | - | ------- | ------- | - | ----- | ----- | ------ |
| 1. | EHC München (N)  | 10 | 5 | 2       | 0       | 3 | 32:24 | +08   | 19     |
| 2. | ESV Kaufbeuren   | 10 | 6 | 0       | 1       | 3 | 39:26 | +13   | 19     |
| 3. | Lausitzer Füchse | 10 | 4 | 2       | 0       | 4 | 29:29 | ±0    | 16     |
| 4. | Moskitos Essen   | 10 | 4 | 0       | 1       | 5 | 29:34 | −05   | 13     |
| 5. | Wölfe Freiburg   | 10 | 3 | 1       | 2       | 4 | 26:35 | −09   | 13     |
| 6. | Tölzer Löwen     | 10 | 3 | 0       | 1       | 6 | 26:33 | −07   | 10     |

Abkürzungen: Sp = Spiele, S = Siege, OTS = Siege nach Verlängerung, SOS = Siege nach Penaltyschießen, OTN = Niederlagen nach Verlängerung, SON = Niederlagen nach Penaltyschießen, N = Niederlagen, (N) = Neuling

Erläuterungen:       = Klassenerhalt,       = Abstieg.

## ESBG All-Star Game
Am 28. Februar 2006 fand erstmals das ESBG-Allstar-Game mit Spielern der 2. Bundesliga und der  Oberliga im Straubinger Eisstadion am Pulverturm statt.